# Foreste montane miste e di latifoglie della Corsica
Le foreste montane miste e di latifoglie della Corsica sono un'ecoregione dell'ecozona paleartica, definita dal WWF (codice ecoregione: PA1204), che si estende attraverso le montagne della Corsica.
La regione fa parte della ecoregione globale 123 Formazioni forestali mediterranee, inclusa nella lista Global 200.

## Territorio
L'ecoregione ricopre un'area di 3600 km², una superficie pari a circa il 40% dell'isola. Le foreste montane sono circondate, ad altitudini inferiori, dalle foreste sclerofille e miste tirreno-adriatiche. Le vette più elevate dell'ecoregione sono il Monte Cinto (2710 m) e il Monte Rotondo (2625 m).

## Flora
L'ecoregione ospita al suo interno distinte comunità forestali, che variano a seconda dell'altitudine e dell'esposizione.
Le quote inferiori sono occupate da foreste di querce sclerofille sempreverdi, come il leccio (Quercus ilex) e la sughera (Quercus suber).
A quote medie predominano foreste di pino marittimo (Pinus pinaster) intervallate a foreste miste di latifoglie decidue, come la roverella (Quercus pubescens), il rovere (Quercus petraea), il carpino nero (Ostrya carpinifolia), l'ontano napoletano (Alnus cordata) e il castagno europeo (Castanea sativa).
A quote più elevate, foreste di pino corso (Pinus nigra subsp. laricio) predominano sulle più calde pendici rivolte a sud, mentre l'abete bianco (Abies alba) e il faggio (Fagus sylvatica) sono le specie prevalenti sulle più fresche pendici rivolte a nord. Salendo di altitudine, si trovano boscaglie di tipo subalpino, con ontano verde (Alnus viridis), ginepro (Juniperus communis var. saxatilis), acero di monte (Acer pseudoplatanus) e boschetti di betulla bianca (Betula pendula).
Sul suolo della foresta cresce un gran numero di piante endemiche, tra cui piccole orchidee e felci.

## Fauna
Questa ecoregione ospita una grande diversità faunistica, ma le specie endemiche sono poche. Un erbivoro raro ed endemico, il muflone (Ovis aries musimon), è ancora presente nelle foreste della regione. L'unica popolazione esistente di una sottospecie endemica di cervo nobile, il cervo sardo (Cervus elaphus corsicanus), seriamente minacciata di estinzione, è il risultato di una reintroduzione effettuata a partire da esemplari provenienti dalla Sardegna. Questa è l'unica area dove la specie sopravvive ancora allo stato selvatico.
Le foreste montane della Corsica ospitano anche un gran numero di uccelli. Di particolare importanza sono l'endemico picchio muratore corso (Sitta whiteheadi), perfettamente adattato e relegato alle antiche foreste di pino corso, e varie specie di rapaci in pericolo di estinzione e di rari volatili paleartici.
Nelle foreste di conifere e di latifoglie di certe aree montane sono presenti alcune specie endemiche di anfibi, ad esempio la salamandra corsica (Salamandra corsica), il discoglosso corso (Discoglossus montalentii) e il tritone corso (Euproctus montanus). Tra i rettili, le specie più rappresentative dell'ecoregione sono quelle tipiche anche di altre associazioni forestali simili dell'Europa meridionale. Tra esse ricordiamo l'algiroide nano (Algyroides fitzingeri), la lucertola tirrenica (Podarcis tiliguerta) e la lucertola campestre (Podarcis siculus).

## Conservazione

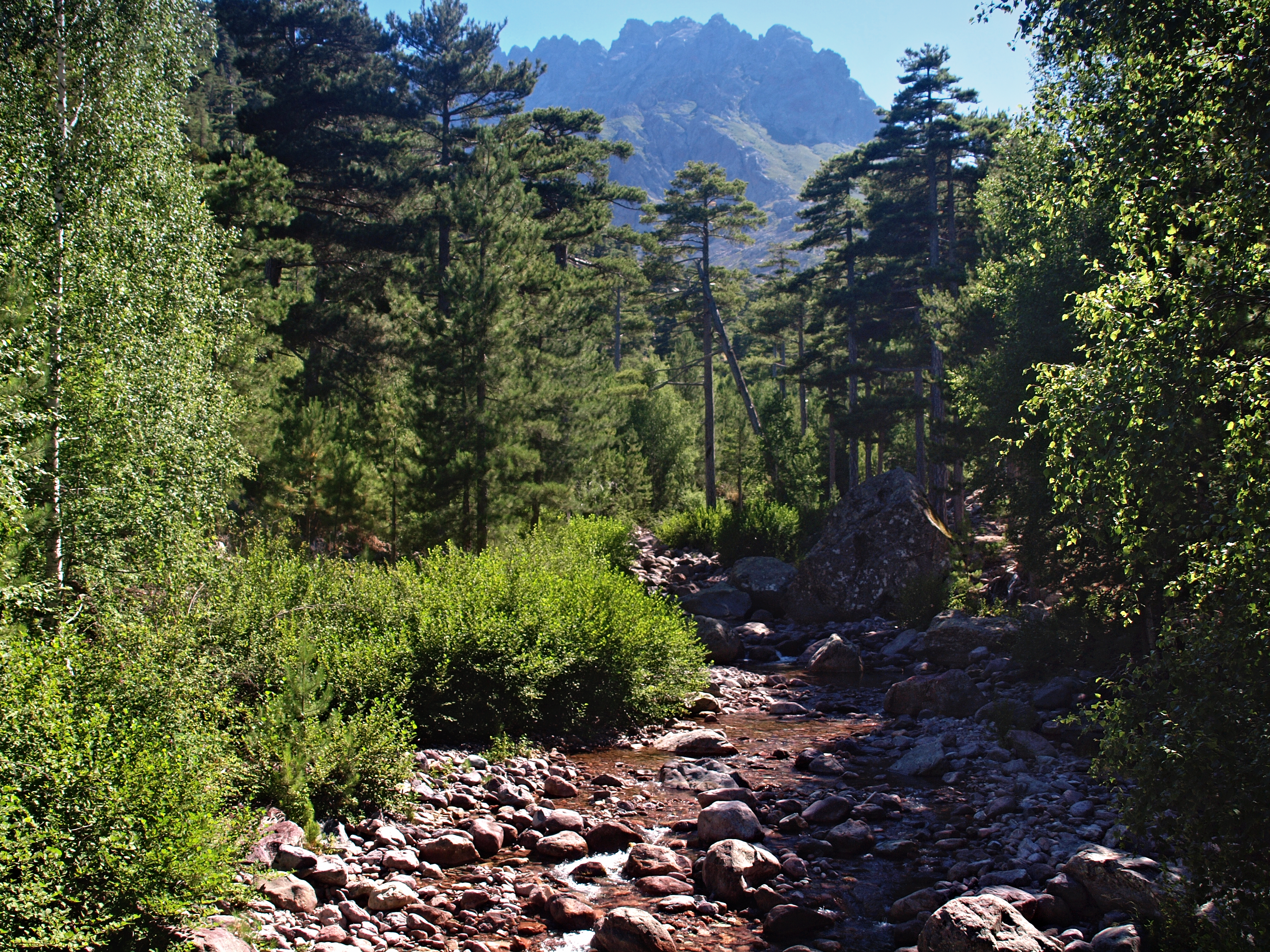
Il torrente Stranciacone

L'ecoregione ha mantenuto la maggior parte della sua copertura forestale originaria. A causa dell'inaccessibilità di questi massicci montuosi, permangono tuttora importanti ed estese foreste primigenie. È ancora possibile rinvenire esemplari molto antichi di pino corso, vecchi di 800-1000 anni, che dovrebbero essere protetti come monumenti naturali.
La popolazione umana è ancora molto bassa: appena 326.898 abitanti sull'intera isola, insediati per lo più lungo le coste. Tuttavia, il pascolo del bestiame e lo sfruttamento forestale hanno considerevolmente modificato la struttura delle foreste. In alcune aree, ormai, si trovano solamente alberi di media età, e alberi antichi e specie tipiche del sottobosco sono divenuti molto rari.